# Норіо
Норіо (груз. ნორიო) — село в Грузії.
За даними перепису населення 2014 року в селі проживає 614 осіб.